# AMC・ホーネット
 AMC・ホーネット（AMC Hornet）は、1970年モデルから1977年モデルにかけてアメリカン・モーターズ社（AMC）で製造されていた小型の乗用車である。ホーネットは米国とカナダ市場でのランブラー・ブランドの最後を記した小型のランブラー・アメリカン（Rambler American）を代替した。ホーネットはAMCと契約を結んだVAM（Vehículos Automotores Mexicanos）やAMI（Australian Motor Industries）といった国外市場でもライセンス生産が行われた
新型のホーネットはAMCにとり重要な車とプラットフォームであった。この車は、一つかもう一つの車型で1988年モデルまでの18年という長い期間に渡り貢献した。ホーネットはシボレー・ノヴァ、フォード・マーヴェリック、プリムス・ヴァリアントといったその他全てのコンパクトカーのプラットフォームよりも長寿であった。ホーネットは、AMCのグレムリン、AMC・コンコード（Concord）と革新的な四輪駆動車のイーグルの基礎にもなった。

## 「ホーネット」の名称の起源
AMC内でのホーネットという名称は1954年のハドソンとナッシュ＝ケルビネーターの合併まで遡る。ハドソンは1951年に最初のハドソン・ホーネットを発売した。ハドソンはこの車を中心に据えたストックカーのレースチームを編成し、この「ファビュラス・ハドソン・ホーネット」は、時を経ずして数々の勝利と1951年から1954年までのストックカー・レースでのタイトルの席巻で有名となった。ナッシュ・モーターズとハドソンが合併した結果成立したAMCはナッシュ車ベースのホーネットの生産を続け、1955年から1957年までハドソン・ブランドで販売した。AMCは1958年から1969年までのホーネットの休眠期間中もこの商標を保持していた。

## 歴史
ホーネットのスタイリングはショーカーのAMC・キャヴァリエが基になっていた。新型車の開発には3年の年月、100万人時間の工数、4,000万 USドルの開発費を要した。ホーネットは、AMCを小型車に特化した「ニッチ」市場の開拓者という元々の役割りに回帰させる指標となった。1969年に1970年モデルとして販売されたホーネットは続く3年間にAMCが市場に導入する新たな一連の車の最初の車種であり、カーデザイナーのリチャード・ティーグ（Richard A. Teague）とCEOのロイ・D・チェイピンが1970年代にAMCに持たせようと考えていたイメージを具現化していた。車自体の模式図（schematic diagram）をデザインしたホーネットのダッシュボードはおそらく自動車史上でもユニークなもので、左右対称の形状はショーカーのキャヴァリエから発展したものであった。
ベースモデルの希望小売価格が1,994 USドルのホーネットは経済的な小型のファミリーカーであった。長いボンネット、短いトランクやスポーティな外観といったホーネットのデザイン上の特徴の多くは人気のフォード・マスタング、シボレー・カマロや自社のジャヴェリンからの引用であった。108-in (2,743 mm) のホイールベースを持つホーネットのプラットフォーム（前任モデルのランブラー・アメリカンよりも2 in：5.08 cm短い）は、多くの他の車種（四輪駆動のAMC・イーグルを含む）にも展開され、1988年まで生産された。ホーネットでは経済性の高い2種の直列6気筒と304 cu in (5 L) のV型8気筒（V8）エンジンが選択できた。
導入された最初のモデルイヤーではホーネットには2ドアと4ドアのノッチバック・セダンが用意され、「スポータバウト」（"Sportabout"）という名の4ドア・ステーションワゴン版が1971年モデルで追加された。1971年モデルではSC/360という360 cu in (5.9 L) のV8エンジンを搭載した高性能モデルが2ドア・セダンにのみ追加された（最初の1970年モデルでは貼られているタイヤ空気圧の表示ステッカーがSC/360であることを示していた）。1973年モデルでハッチバック・クーペが追加された。
AMCはホーネットをグレムリンの基に使用した。グレムリンは、ボディの前半分は2ドアのホーネットと同一で後部を切り詰めてハッチバックドアを付けたものであった。
1973年モデルで世界的に有名なジーンズ製造会社のリーバイス・ジーンズ トリム・パッケージが提供された。リーバイス トリム・パッケージは人気があり、1970年代半ばまで提供された。
ホーネットは側面衝突に対応したサイドインパクトバーをドア内部に装着した最初の米国車であった。1973年モデルのホーネット ハッチバックは、1974年モデルのフォード・マスタングやシボレー・ノヴァのハッチバック・モデルに1年先行した米国車で初のハッチバック車であった。

## 年度毎の変更

### 1970年
1969年9月に導入された最初のモデルイヤーのホーネットはベースとより豪華な「SST」の2モデルで2ドアと4ドアのセダンが用意された。ベースモデルには199 cu in (3.3 L) の直列6気筒（AMC Straight-6 engine）、SSTには232 cu in (3.8 L) 版のエンジンが標準で搭載されていた。304 cu in (5 L) のV型8気筒（AMC V8 engine）はオプションで設定されていた。
1970年モデルの生産台数
2-ドア ベース：4万3,610台
4-ドア ベース：1万7,948台
2-ドア SST：1万9,748台
4-ドア SST：1万9,786台

### 1971年

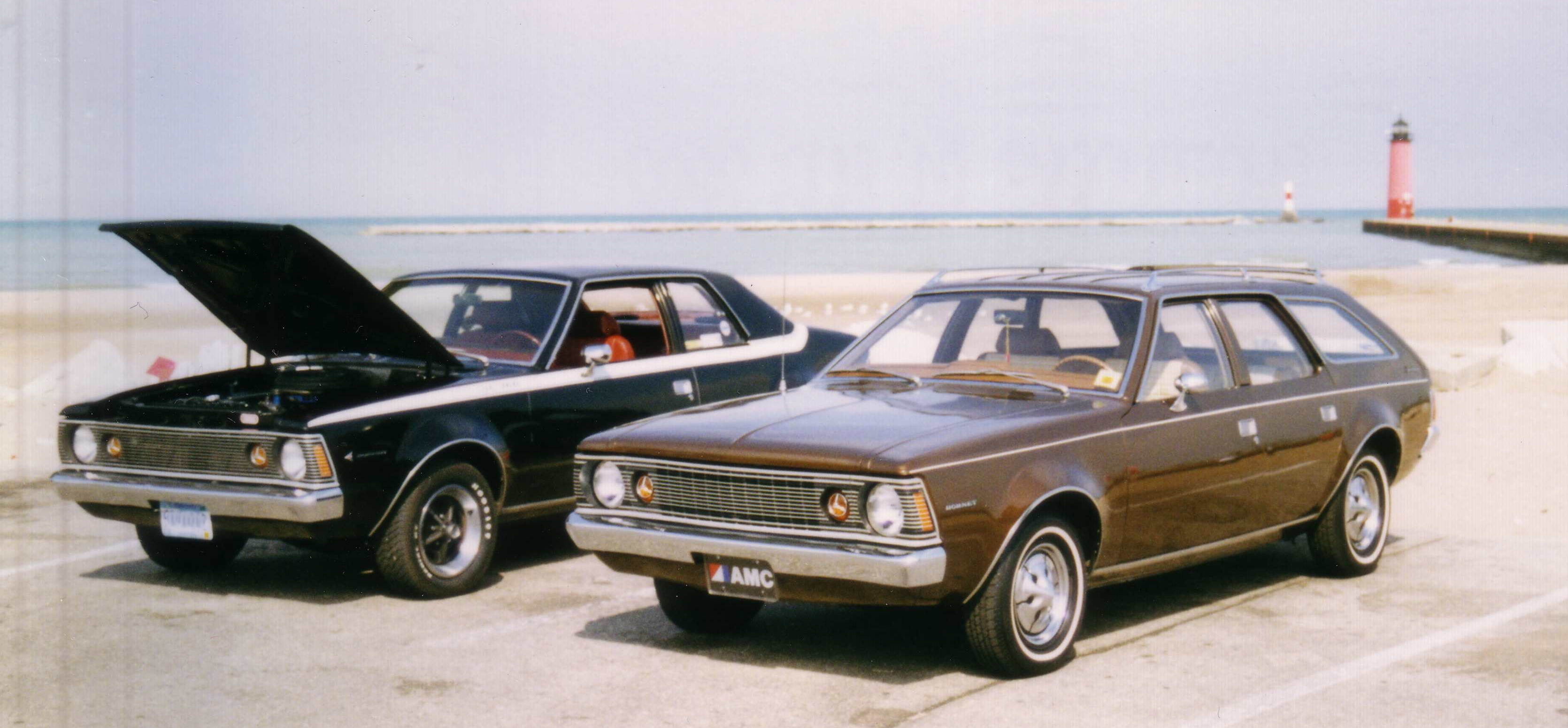
1971年モデルの2ドア・セダン（SC用ストライプ付）と1972年モデルのホーネット スポータバウト

1971年モデルではテールゲートに1枚のハッチドアを持つ4ドア・ワゴンの「スポータバウト」（Sportabout）が追加され、2ドアと4ドアのセダンは継続された。232エンジンが全モデルで標準となった。
もう1種の注目すべき追加モデルは、1969年モデルのSC/ランブラー（SC/Rambler）の後釜を意図した2ドアのマッスルカーの「SC360」であった。ジャヴェリン AMXの360 cu in (5.9 L) V8エンジンを搭載したSCは、特製ホイール、フードスクープ、ボディのストライプやその他の高性能を匂わせる外観により区別ができた。標準仕様で2バレル・キャブレター付き245 hp (183 kW、グロス) を発生する360エンジン搭載車が2,663 USドル（1971年モデルのプリムス・ダスター 340より約40 USドル安価）であった。199 USドルの追い金で「ゴー」パッケージにして4バレル・キャブレターとラムエア用吸気口を付けるとSCの出力は285 hp (213 kW) に向上した。オプションで標準の3速マニュアルトランスミッション（MT）をハースト・シフトの4速MTかオートマチックトランスミッション（AT）にすることができた。D70X14のグッドイヤー・ポリグラス タイヤ（Goodyear Polyglas tire）が標準で装着され、ハンドリング・パッケージや3.54:1 か 3.90:1 のギヤ比を持つツイングリップ（"Twin-Grip"）・リミテッド・スリップ・デフを追加することもできた。
SC/360は既存の大排気量エンジンを搭載したマッスルカーには真っ向からは対抗できなかったが、固めたサスペンション、幅広タイヤ、控えめな車体サイズにより0 - 60 mph加速に6.7 秒、1/4 ml ドラッグストリップ（dragstrip）に到達速度95 mph (153 km/h) で14.9 秒という侮れない性能を有していた。『モータートレンド』誌（Motor Trend）は「普通のレギュラーガソリンで走り・・・夢のように扱える。」と評した。
AMCは当初1万台を生産することを計画していたが自動車保険料金の高騰により1年の期間で僅か784台を生産しただけでSC/360の命脈は絶たれた。
他方でスポータバウトの生産数はその人気でずば抜けて高く、生産期間中のほぼ全てにおいてこのクラスで唯一の米国製ワゴンであった。
1971年モデルの生産台数
2-ドア ベース：1万9,395台
4-ドア ベース：1万0,403台
2-ドア SST：8,600台
4-ドア SST：1万0,651台
ワゴン SST：7万3,471台
SC360：784台

### 1972年

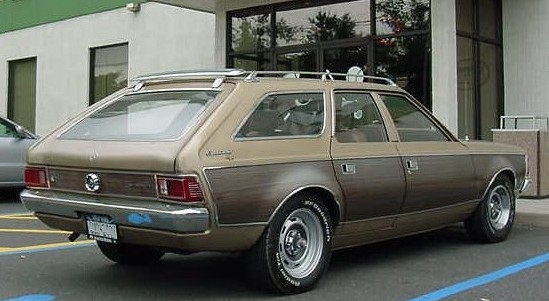
1972年モデルのホーネット スポータバウト

AMCは1972年モデルで新しい品質保証制度を打ち立てた。「バイヤーズ・プロテクション・プラン」（“Buyer Protection Plan”）は自動車メーカーとしては初めての12カ月間又は12,000 ml (19,000 km) 内でバンパーからバンパーまでを保証する包括的な制度であった。AMCは1972年モデルのホーネットのことを「タフな小型車」（"a Tough Little Car"）として宣伝した。
1972年モデルでベースモデルは廃止され、全モデルは「SST」仕様とされた。SSTは前年のベースモデルよりも多くの装備品を標準で備え、同じ価格であった。ホーネットはほとんどの購入者が望む快適/便利な装備を付けて提供されたが、これらは輸入車では典型的な標準装備品であった。
その他の変更はSC/360の小型マッスルカーが廃止されたことであったが、304 cu in (5 L) のV8 エンジンに加えて2バレル版の360 cu in (5.9 L) エンジンがオプションで残された。オートマチックトランスミッションはクライスラー社から供給されるものとなり、AMCはこれを「トルクコマンド」（"Torque-Command"）と呼んだ。
1972年モデルで新しかったのは内装オプションの「"X"」パッケージで、これはAMCが1971年モデルのグレムリンに設定して成功したものでこれの再来を目論んだものであった。穴開きホイール、ラリーストライプ、スポーツ・ハンドルといったものが追加されたホーネット X仕様は2ドアとスポータバウトにオプションで設定された。性能重視の「ラリー」（"Rallye"）・パッケージも導入され、これにはボディ下部の特製ストライプ、バケットシート、ハンドリング・パッケージ、前輪ディスクブレーキ、鋭敏なパワーアシスト無しのステアリング、スポーツ・ハンドルといったものがその他諸々と共に含まれていた。

### ホーネット スポータバウト グッチ・エディション
1972年モデルのホーネットは、ファッションデザイナーの手による特別豪華なトリム・パッケージ（trim package）を提供した最初の米国車の1台として特筆される。このモデルはイタリアのファッションデザイナーのアルド・グッチに因んでグッチ・シリーズと呼ばれた。この車には、ネームプレートと特別なベージュ色の内装布表皮が厚い詰め物がされた座席とドアパネル内側（白、赤、緑のピンストライプ入り）に張られ、4色の塗色から選ぶことが出来た。1972年モデルで2,583台と1973年モデルで2,252台のグッチ仕様ホーネット スポータバウトが販売され、グッチ・パッケージが成功作であることが証明された。これはフォード社の高級ブランドであるリンカーンを含む他の自動車メーカーにも波及し、各社でファッションデザイナーの手によるトリム・パッケージが設定された。伝統的な窓/テールゲートの後部扉に替わってなだらかな傾斜を持つハッチドアを備えた4ドア・ワゴンのスポータバウトにのみグッチ・パッケージが設定された。
1972年モデルの生産台数
2-ドア SST：2万7,122台
4-ドア SST：2万4,254台
ワゴン SST：3万4,065台（グッチ・エディション：2,583台）

### 1973年

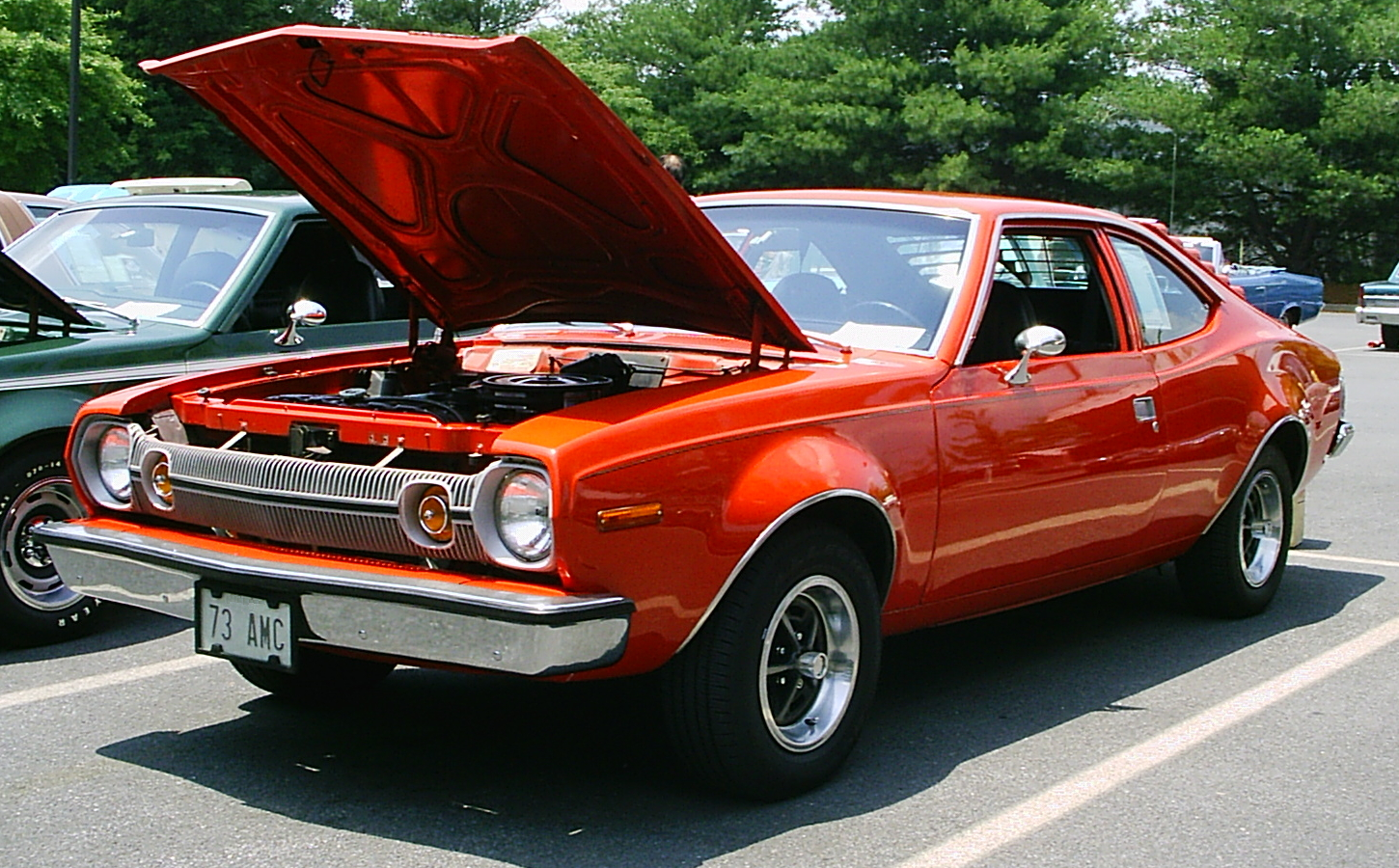
1973年モデルのホーネット ハッチバック

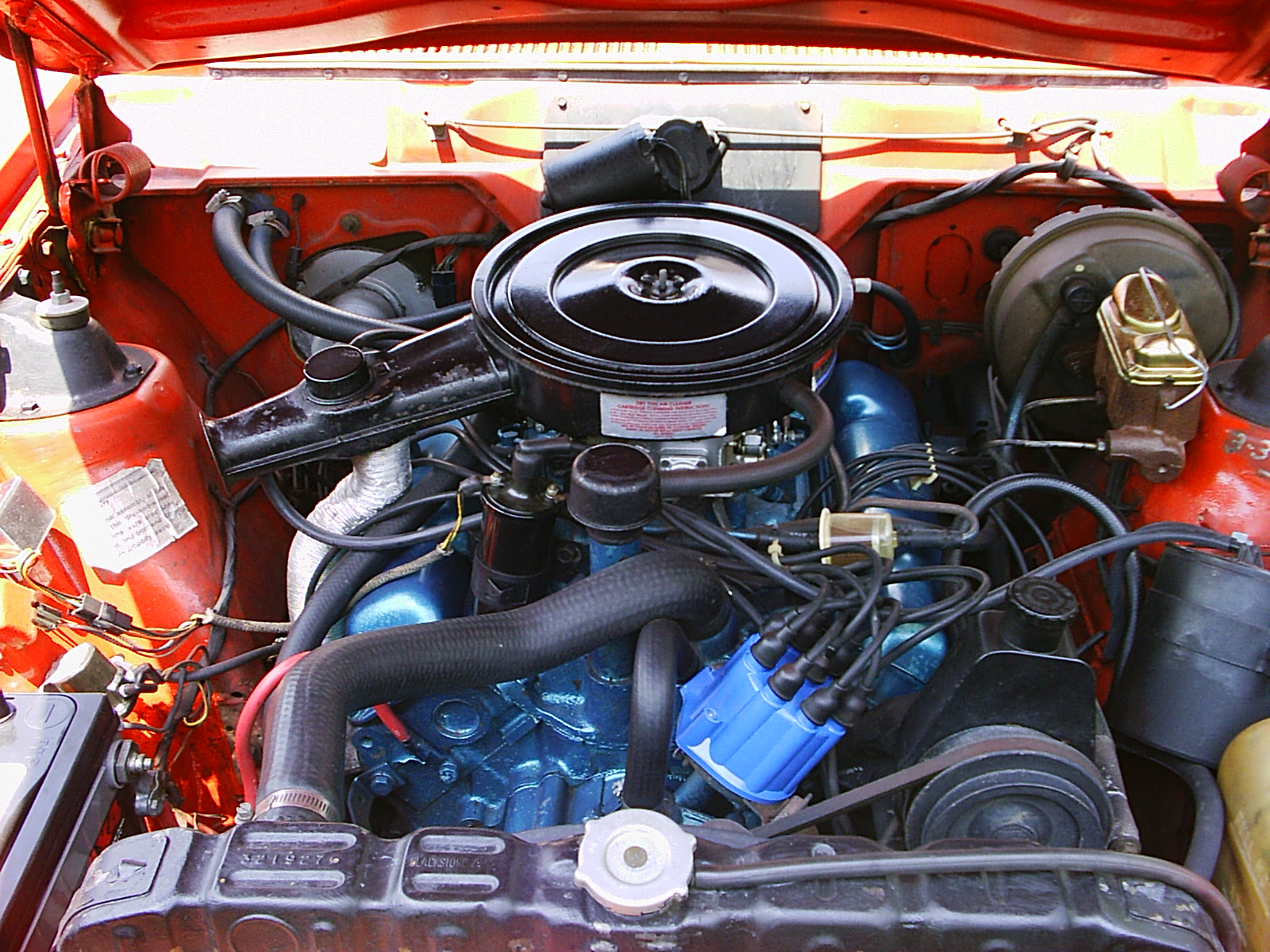
1973年モデルの304 cu in V8エンジン

SSTモデルが廃止され、全てのモデルは単に「ホーネット」と呼ばれた。新しい「5 mph (8.0 km/h) の衝突でも無傷」という規制に合致するように大型の衝撃吸収式バンパーを備える顔付きの変更が行われ、その結果全長が 6 in (152 mm) 延びた。
『カー・アンド・ドライバー』誌が「1973年モデルのスタイリッシュなクーペ」と呼んだ2ドア・ハッチバックが導入された。折り畳み式の後部座席は、ほぼ平坦な床の荷室の容量を9.5から23 cu in (0.27 から 0.65 m3) に増やすことが出来た。ディーラー・オプションで開けたハッチバック・ドア部にキャンプ用テントを組み込むことが出来た。セダンは前年モデルを踏襲したが、ワゴンに新しく高級仕様の「D/L」パッケージが設定された。この仕様にはボディ側面に張られた木目模様のデカール、後部スポイラー付きのルーフラックと表皮にビロード生地を使用した左右分割リクライニング・シートが含まれていた。グッチ仕様のワゴンはもう1年継続され、ハッチバックにはリーバイス仕様の内装がオプションに設定された。「X」パッケージはスポータバウトとハッチバックにのみ注文することができた。
希望小売価格はベースの2ドア・セダンが2,298 USドルから、より人気のある新しいハッチバックは2,449 USドルが最低価格であった。
1973年モデルの生産台数
2-ドア：2万3,187台
4-ドア：2万5,452台
ワゴン：4万4,719台（グッチ・エディション：2,251台）
ハッチバック：4万0,110台

### 1974年
1974年モデルでは全4種のモデルが最小限の細部変更のみでほぼ前年モデルからのキャリーオーバーであった。前部バンパー全幅に渡るプラスチック製ストリップが外され、ゴム製バンパーガードが取り付けられた。新しい5 mph 規制に対応して後部バンパーが大型化され、ナンバープレートがテールライトの間の位置に持ち上げられた。
1974年モデルの生産台数
2-ドア：2万9,950台
4-ドア：2万9,754台
ワゴン：7万1,413台
ハッチバック：5万5,158台

### 1975年

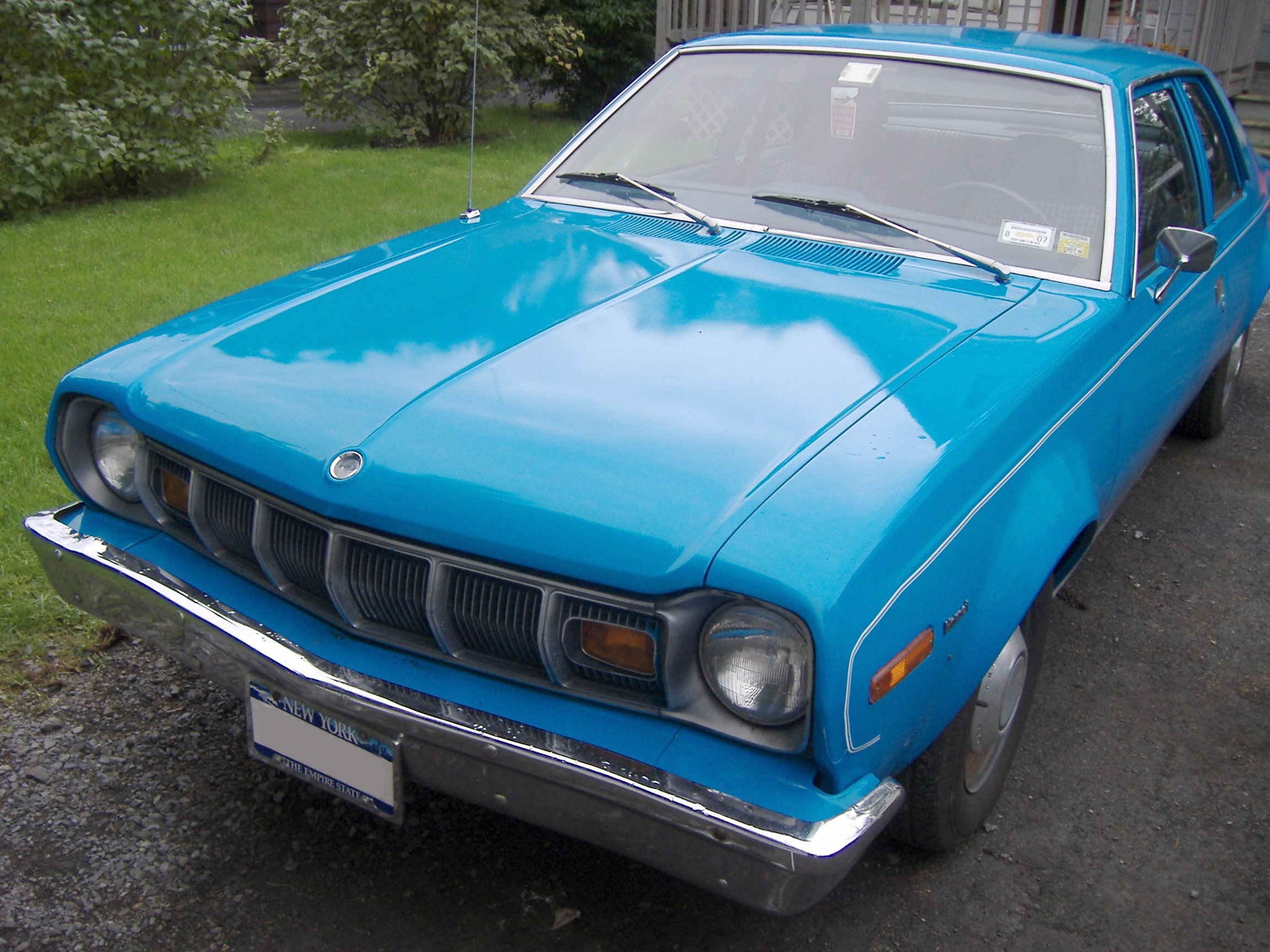
1975年モデルのホーネット 2ドア・セダン

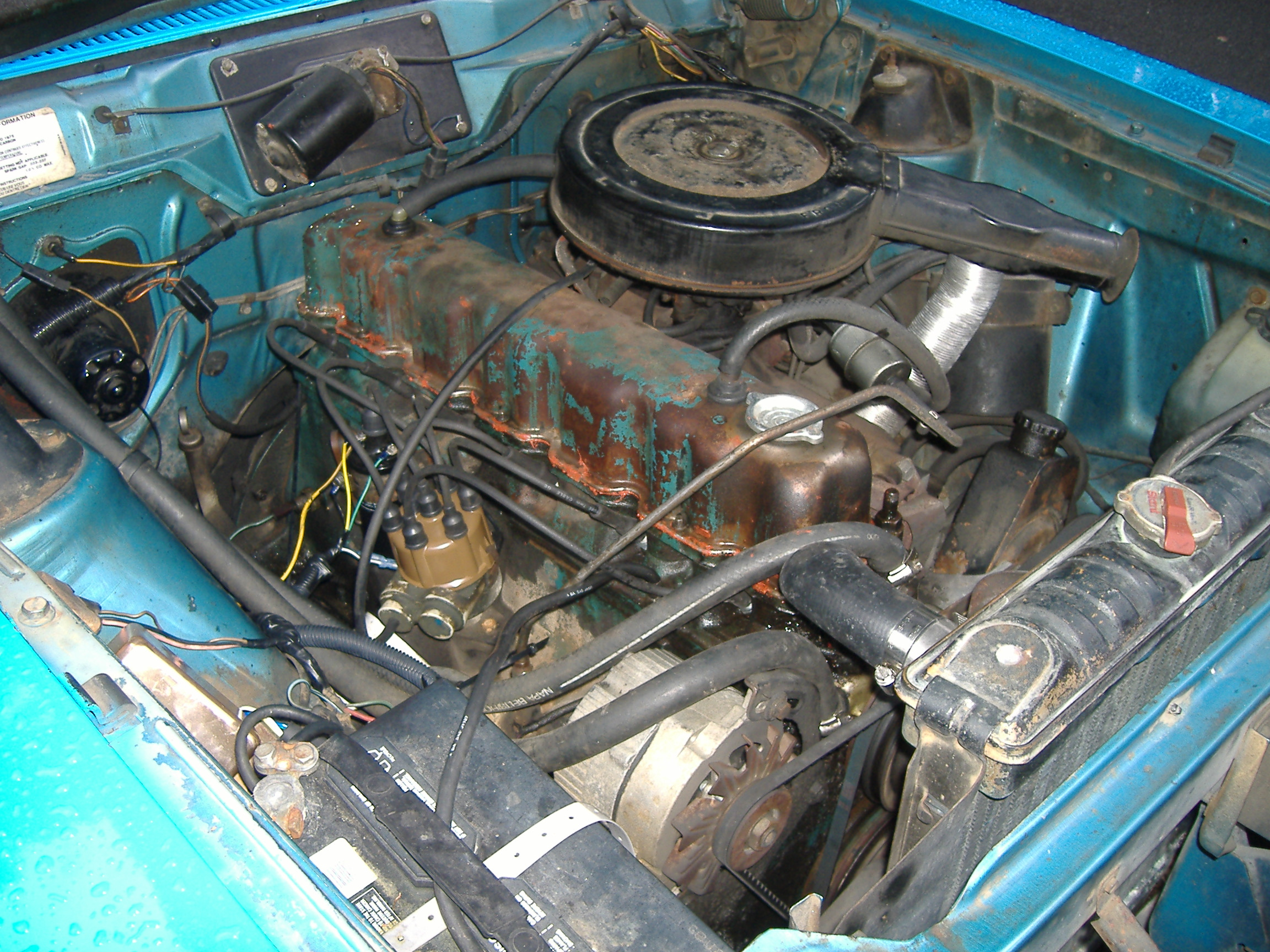
1975年モデルのL6 232 cu in エンジン

AMCが新しいペーサーに力を入れたため、ホーネットは前年モデルとほぼ同一であった。主な違いは縦格子の新しいグリルであった。経済的な小型車というコンセプトに回帰してAMCはホーネットのマーケッティングにおいて「バイヤーズ・プロテクション・プラン」保証を強調した。
米国経済はインフレーションに陥り、全ての自動車メーカーの新車販売数は下落した。業界全体の8,200万台という数字は1973年の記録から2,500万台以上の減少であった。ホーネットの販売数もこれの影響を受けた。
1975年モデルの生産台数
2-ドア：1万2,392台
4-ドア：2万0,565台
ワゴン：3万9,593台
ハッチバック：1万3,441台

### 1976年

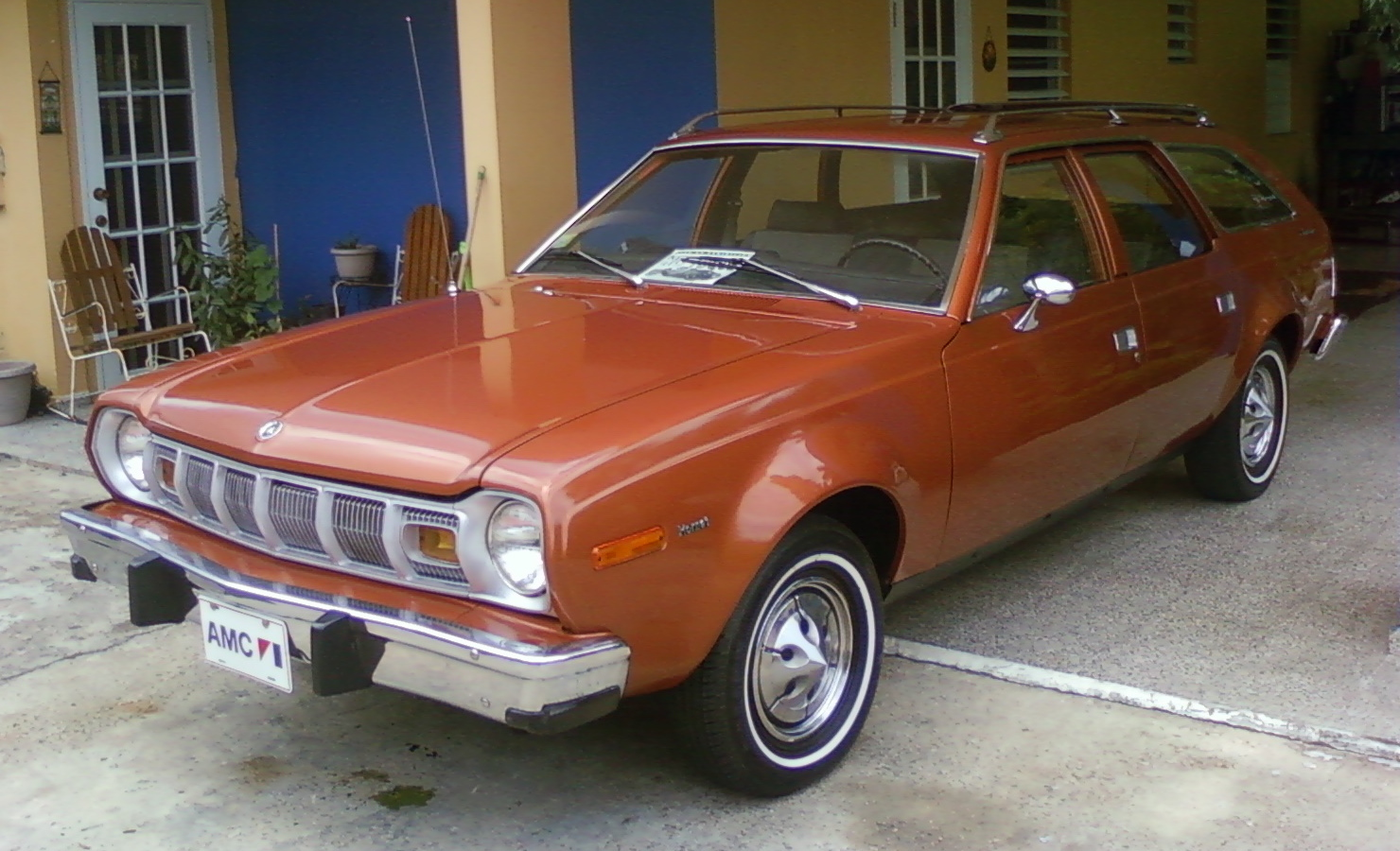
レストアされた1976年モデルのホーネット スポータバウト

6年目は前年のキャリーオーバーでAMCはセダンとハッチバックの価格を据え置き、スポータバウトを若干値上げした。この年ステーションワゴン・モデルを揃えたダッジ・アスペン（Dodge Aspen）とプリムス・ヴォラーレ（Plymouth Volare）が発売され、AMCの国産6気筒小型ワゴン市場の独占時代は終了した。
1976年モデルの生産台数
合計：7万1,577台

### 1977年
7年以上の時間を経てホーネットのデザインは時代遅れになっていた。マタドールのMTモデルが廃止されると共に1977年モデルのAMC全車で全ての3速MTがフロアシフトになった。新たなスポーツ志向モデルの「AMX」がハッチバックにのみ設定された。このモデル名はAMCの2座スポーツカーAMXを思い起こさせる有名な車名の復活であった。その他のホーネットに変更は無かった。
1977年モデルの生産台数
2-ドア：6,076台
4-ドア：3万1,331台
ワゴン：2万8,891台
ハッチバック：1万1,545台
1977年秋にホーネットは1978年モデルのコンコードとなるためにスタイリングに変更が加えられ、「豪華なコンパクト車」という市場の地位確立に貢献した。スタイリングや部品のデザイン変更が施された新型のコンコードは、経済性重視のホーネットと比較してより快適で購入者の要望する装備を備えた上級志向の車であった。

## オーストラリア生産車
オーストラリア、ビクトリア州のポート・メルボルン（Port Melbourne）にあるオーストラリアン・モーター・インダストリーズ（Australian Motor Industries：AMI）が1970年から1975年にかけて合計1,825台のホーネットを製造した。ホーネットはオーストラリアでは4ドア・セダンのみが「ランブラー・ホーネット」として販売された。

## ジェームズ・ボンド映画
AMCの映画の中での重要なプロダクトプレイスメントに1974年モデルのホーネットXのジェームズ・ボンド映画『007/黄金銃を持つ男』での露出がある。映画の中で007がカーチェイスの最中にバンコクのAMCディーラーから間に合わせで車を徴発する。映画の中では特製のホーネットが、AMCが協賛するヒューストン・アストロドームで催されるスタント・ショーでアストロ・スペシャル・ジャヴェリンのスタントカーが見せるスパイラル・ジャンプと同じジャンプを行い、このスタント・ショーではグレムリンとホーネットも会場内で片輪走行で走り回っていた。スタントカーは通常仕様のホーネット Xに比べ車高を低め、ホイールアーチを大きく抉るといったように大幅に改造されていた。実際にボンド映画で使用されたホーネットは、その他のイアン・フレミング財団が所有する著名な物や007映画で使用された物と共にビューリー（Beaulieu）にあるナショナル・モーター・ミュージアム（National Motor Museum）に所蔵されている。

## ホーネットの実験車
ホーネットは代替エンジン車両の開発に供された。
- 1971年にタービン・エンジン搭載車の路上実験が長期に渡り行われた[11]。1台のホーネットのエンジンがウィリアムズ・インターナショナル（Williams International）製再生ガスタービンのWR-26型に換装された[12][13]。

- 1971年にエレクトリック・フュエル・プロパルション社（Electric Fuel Propulsion Company）がホーネット スポータバウトを基にした「エレクトロスポート」（"Electrosport"）のマーケッテングを開始した[14]。この車は都市部や日常雑事に使用されることを想定し、自宅の家庭用電源での充電や「自宅から離れた場所の充電スタンドで買い物や昼食を食べている間の45分間に充電。」ができるはずであった[15]。

- 1976年にカリフォルニア州大気資源局（California Air Resources Board）がホーネットを購入してハイブリッドカーに改造した[16]。

## ダッジのホーネット
「ホーネット」（Hornet）という小型前輪駆動車がダッジ・ブランドをヨーロッパ市場に参入させ、若い購買者を惹きつける目的として2008年に生産に入ることを念頭に2006年にダッジにより設計、開発された。燃料価格の高騰とともにクライスラーは2010年にヨーロッパ、米国、その他の市場にホーネットを導入するように開発作業を継続している。このホーネットの開発計画はクライスラーが買収されフィアットの一部となったことでキャンセルされた。